# Pierre-André-Charles Petit de Julleville
Pierre-André-Charles Petit de Julleville (22 de noviembre de 1876 - Ruan, 10 de diciembre de 1947) fue un cardenal de la Iglesia católica que se desempeñó como arzobispo de Ruan.

## Biografía
Nació el 22 de noviembre de 1876. En 1903 fue ordenado sacerdote y en 1905 se unió a la facultad del Seminario Paris Issy. Desde 1910 hasta 1927 fue canónigo de la catedral de Neuilly y de la escuela superior de Sainte-Croix-de-Neuilly. Durante la Segunda Guerra Mundial, se llevó a cabo misiones de combate como capellán militar.

## Episcopado
En 1927, el papa Pío XI lo nombró obispo de Dijon. En 1936, el papa Pío XI lo nombró arzobispo de Ruan. 
El papa Pío XII en 1946 lo elevó al cardenalato con el título de Santa María en Aquiro. Falleció el 10 de diciembre de 1947 en Ruan y fue enterrado en la catedral local en la misma ciudad.